# Serge Thion
Serge Thion (* 25. April 1942 in Issy-les-Moulineaux; † 15. Oktober 2017 in Créteil) war ein französischer Soziologe mit den Schwerpunkten Afrika und Südostasien insbesondere Kambodscha. Bekannt war er als Holocaustleugner.

## Leben
In den Jahren von 1960 bis 1970 engagierte Thion sich gegen den südafrikanischen Apartheidsstaat, unterstützte die Antikolonialbewegungen und protestierte gegen den Vietnamkrieg.
Gegen Ende der 1970er Jahre kam er mit dem Geschichtsrevisionismus des Robert Faurisson zusammen. Auf Grund seiner fortgesetzten Leugnung des Holocaust wurde Thion 2000 von einem Ausschuss unter Leitung des französischen Historikers François Bédarida von allen Ämtern im Centre national de la recherche scientifique enthoben. Gemeinsam mit Pierre Guillaume gilt er als einer der Gründer der Association des anciens amateurs de récits de guerre et d’holocauste. Im Anschluss an die Holocaust-Konferenz im Iran 2006, die er als französischer Vertreter besuchte, gründete er gemeinsam mit Michèle Renouf, Fredrick Toben, Christian Lindtner und Bernhard Schaub die revisionistische World Foundation for Holocaust Studies.

## Publikationen (Auswahl)
- Zusammen mit Jean-Claude Pomonti: Des Courtisans aux partisans, essai sur la crise cambodgienne, Paris 1971
- Zusammen mit: Ben Kiernan: Khmers rouges! Matériaux pour l’histoire du communisme au Cambodge, Paris 1981
- Watching Cambodia. Ten Paths to Enter the Cambodian Tangle, Bangkok 1993
- Explaining Cambodia. A review essai, Canberra 1994